# White (dopływ Wabash)
White (ang. White River) – rzeka w Stanach Zjednoczonych, w stanie Indiana, przepływająca przez stolicę stanu – Indianapolis, dopływ rzeki Wabash. Długość rzeki wynosi 384 km.
Źródło rzeki znajduje się na terenie hrabstwa Randolph, na wysokości około 350 m n.p.m. W górnym biegu rzeka płynie w kierunku zachodnim, następnie zwraca się na południowy zachód. Około 80 km od ujścia, w pobliżu miasta Petersburg wpada do niej rzeka East Fork White (rzeka White od źródła do tego miejsca bywa nazywana West Fork White). Rzeka uchodzi do Wabash, u styku hrabstw Gibson, Knox (stan Indiana) i Wabash (stan Illinois), nieopodal miasta Mount Carmel, na wysokości 114 m n.p.m.
Większe miasta położone nad rzeką to Winchester, Muncie, Anderson, Noblesville, Fishers, Carmel i Indianapolis.